# Hať

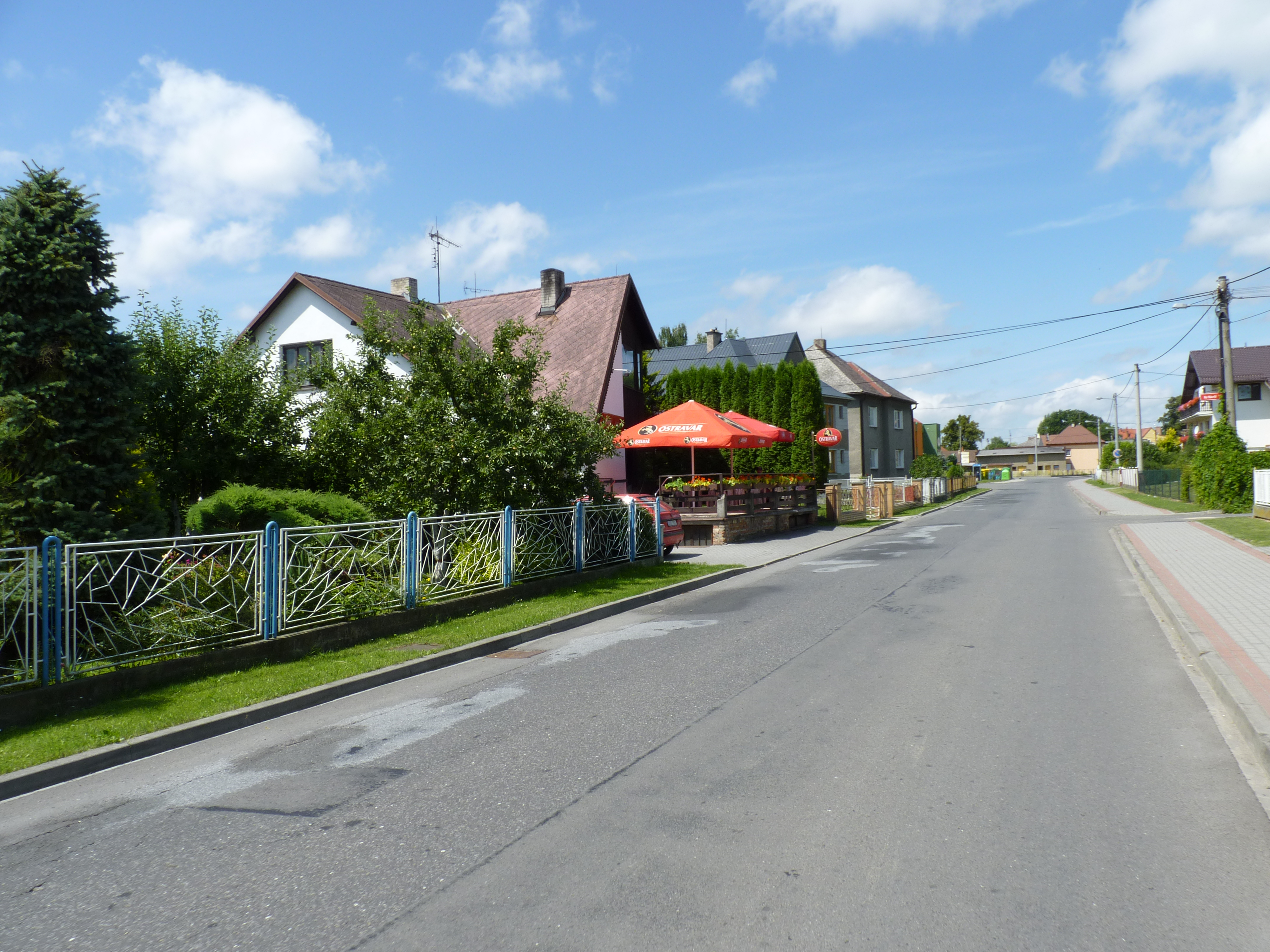
Dorfstraße

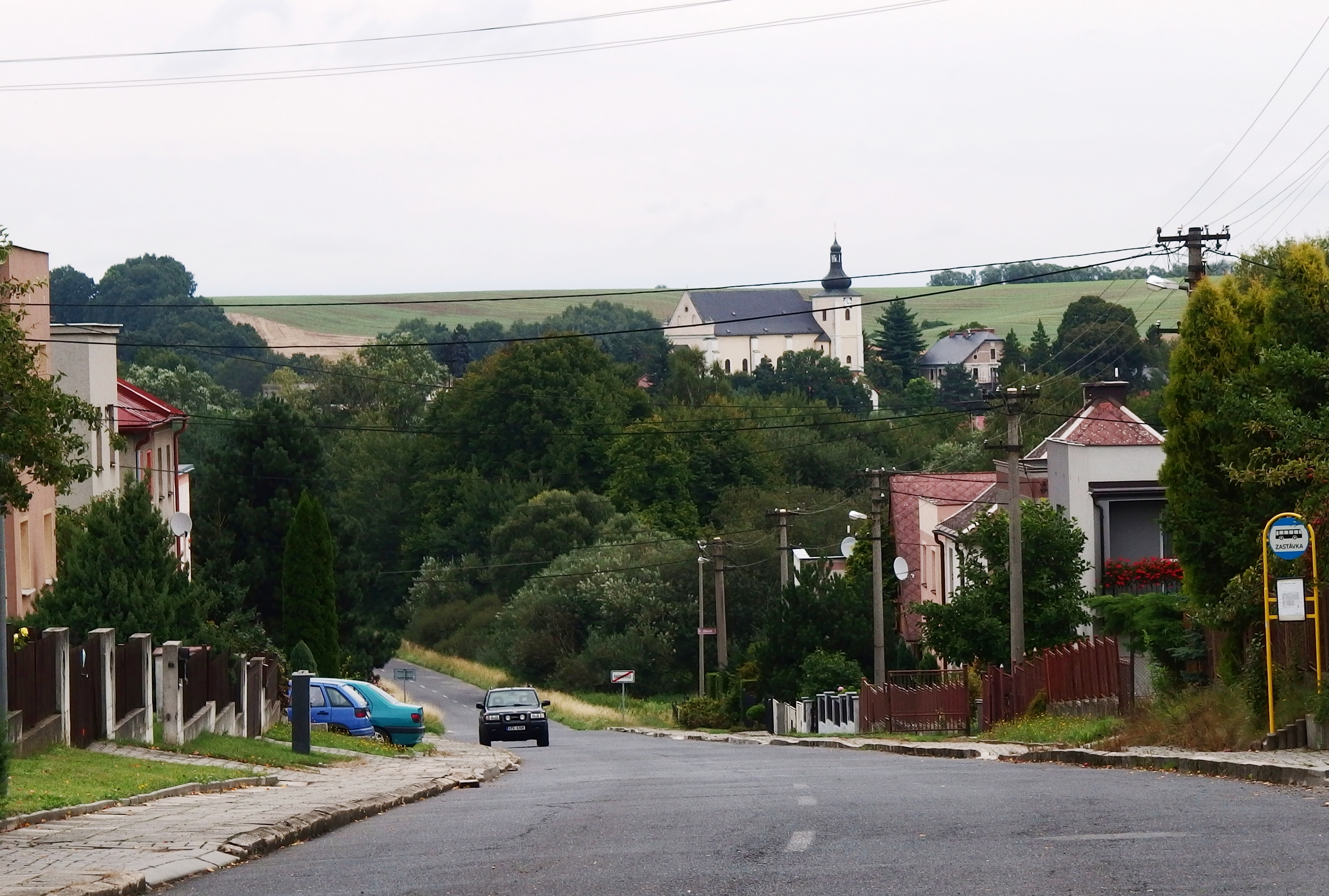
Blick von Darkovice auf Hať mit der Kirche des hl. Matthäus

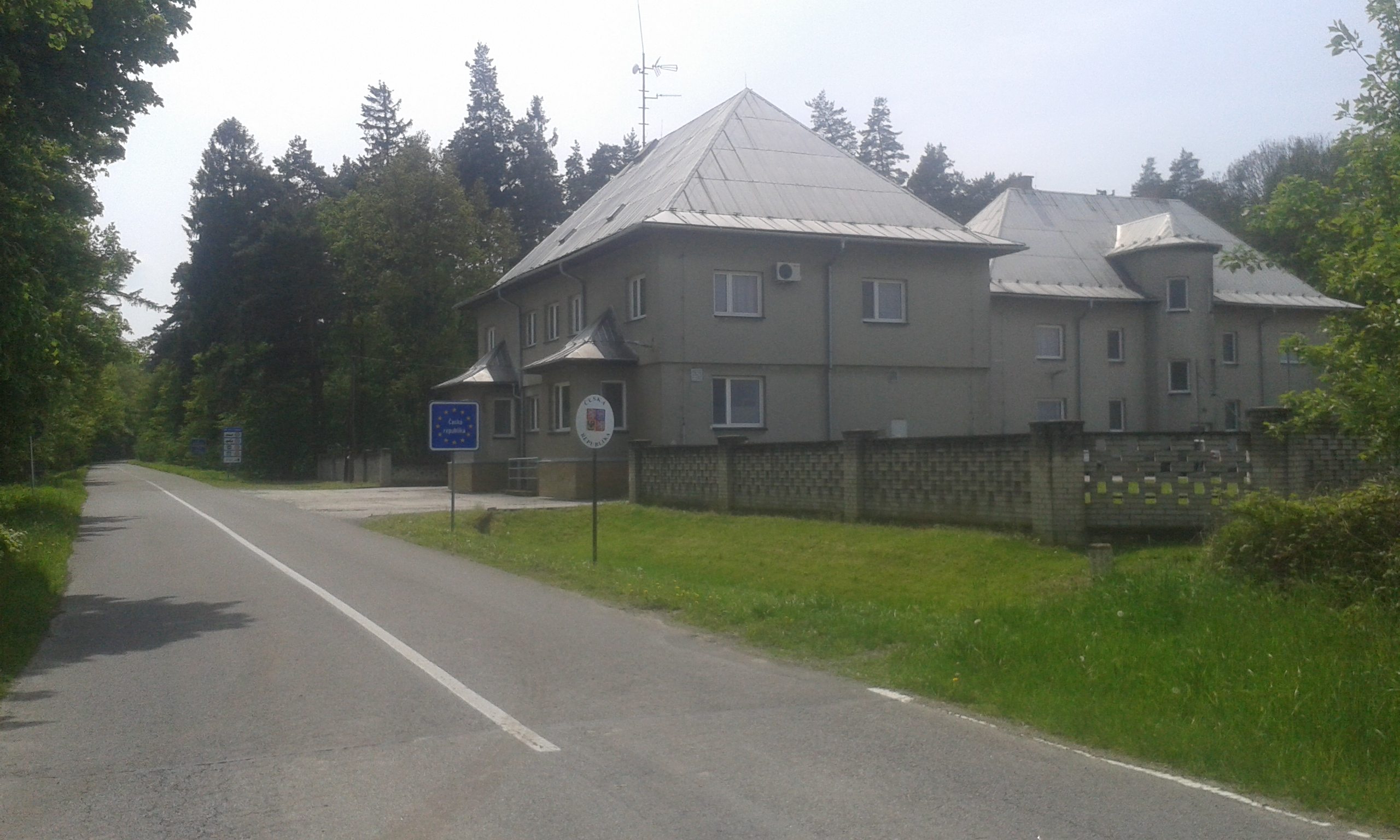
Ehemaliges Zollhaus an der Straße nach Tworków

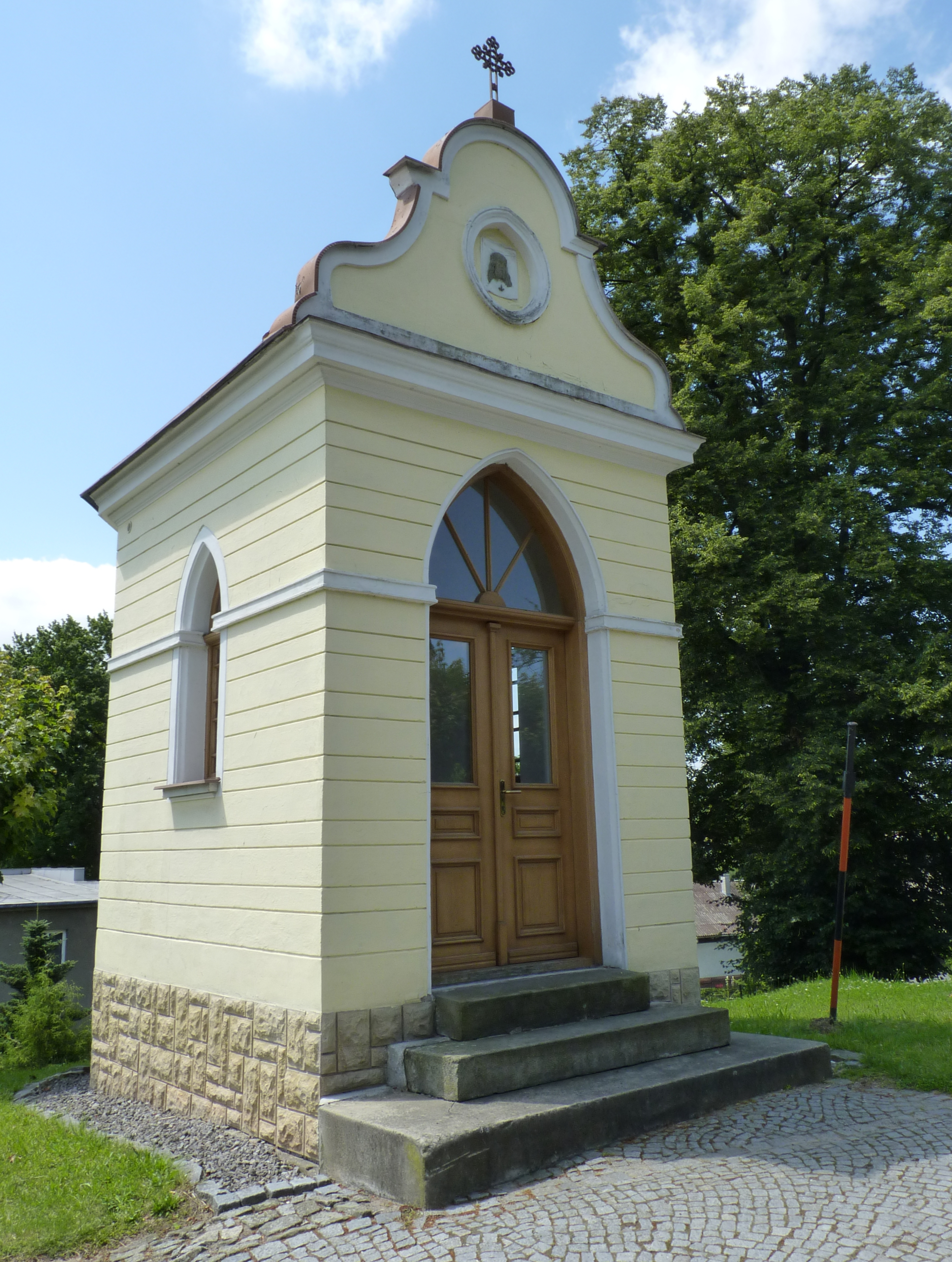
Kapelle

Hať (deutsch Haatsch; polnisch Gać) ist eine Gemeinde im Okres Opava in Tschechien. Sie liegt sieben Kilometer nordöstlich von Hlučín (Hultschin) an der Landesgrenze zu Polen.

## Geographie
Das Hufendorf Hať erstreckt sich entlang des Baches Bečva, der westlich des Dorfes in einem kleinen Stausee angestaut wird, am Fuße der Hlučínská pahorkatina (Hultschiner Hügelland). Durch den Ort führt die Staatsstraße II/469 von Hlučín nach Tworków (Tworkau). Nordwestlich erhebt sich der Ochoz (279 m n.m.).
Nachbarorte sind Nowa Wioska (Neudörfel) und Krzyżanowice (Kreuzenort) im Norden, Roszków (Roschkau) im Nordosten, Poddębina (Neuhof) und Rudyszwałd (Ruderswald) im Osten, Rakowiec im Südosten, Šilheřovice (Schillersdorf), Hříbovec (Hrzibowetz) und Štípky (Sczipken) im Süden, Darkovice (Groß Darkowitz) im Südwesten, Vřesina (Wrzessin) im Westen sowie Píšť (Sandau) und Owsiszcze (Owschütz) im Nordwesten.

## Geschichte
Archäologische Funde aus der Zeit der Mährisch Bemaltkeramischen und der Bandkeramischen Kultur belegen eine jungsteinzeitliche Besiedlung des Gemeindegebiets. Im Frühmittelalter gehörte die Gegend zum Siedlungsgebiet der Golensizen. Aus dieser Zeit stammt vermutlich der Ortsname, der sich vom alttschechischen hatí – einer Weidenbrücke durch einen Sumpf – herleitet. In der ersten Hälfte des 13. Jahrhunderts erfolgte wahrscheinlich eine Neubesiedlung des Dorfes durch das Zisterzienserkloster Velehrad.
Die erste schriftliche Erwähnung von Had erfolgte am 18. Dezember 1250 in einer Besitzbestätigungsurkunde des Papstes Innozenz IV. für das Kloster Velehrad. Aus den nachfolgenden knapp 200 Jahren gibt es keine weitere Erwähnung von Had – weder im Vertrag zwischen dem Kloster und dem Olmützer Bischof Bruno von Schauenburg aus dem Jahre 1265 noch in der Besitzbestätigungsurkunde des Königs Ottokar II. Přemysl von 1270 wird es aufgeführt. In beiden Dokumenten findet sich jedoch ein Dorf Sifridsdorf, das noch mehrfach im 14. Jahrhundert und letztmals 1425 in einer Urkunde des Breslauer Bischofs Konrad von Oels erwähnt wurde. Dieser Umstand lässt vermuten, dass das Dorf in der Mitte des 13. Jahrhunderts umbenannt wurde; jedoch wird unter Historikern auch die Ansicht vertreten, dass es sich bei Had und Sifridsdorf um zwei unterschiedliche Orte handelt.
Im Jahre 1439 verpfändete der Abt Stephan des während der Hussitenkriege zerstörten Klosters das Dorf Hať zusammen mit den ebenfalls im Herzogtum Troppau gelegenen Ortschaften Píšť und Owsiszcze an Vincenz von Tworkau (Čeněk ze Tvorkova). An das Kloster Velehrad gelangte Hať danach nie wieder zurück. In einer Urkunde des Königs Georg von Podiebrad von 1468 wird Hať als Besitz des Bernhard Birka von Nassiedel (Bernard Bírka z Násile) aufgeführt. Nachfolgende Grundherren waren die Herren von Beneschau und von Drahotusch. Wahrscheinlich entstand zu jener Zeit in Hať eine Feste als Herrensitz; einige dieser Besitzer führten auch das Prädikat z Hati bzw. Haťský im Namen. 1517 wurde das Gut Hať an die Herrschaft Hultschin angeschlossen. Die Feste verlor ihre Funktion als Herrschaftssitz und erlosch. Im Jahre 1567 erwarb Karl von Wrbna die Güter Haatsch, Schilgersdorf, Koblau und Groß Darkowitz und vereinigte sie zur Herrschaft Schilgersdorf. Dabei erfolgte auch die erste Erwähnung einer Pfarrei in Haatsch. Die 1576 gegründete Schule in Haatsch ist eine der ältesten im Hultschiner Ländchen. Nach dem Mustrunk von 1608 bestand das Dorf aus einem freien Vogt, zwei freien Müllern, 40 Bauern und neun Gärtnern. Ab 1609 gehörte die Herrschaft der Bohunka Stosch von Kaunitz, Ehefrau von Johann Saszowski von Geraltowitz (polnisch Gierałtowski) aus dem schlesischen Uradelsgeschlecht Haus Saszowski (Szaszowski, Schassowsky). Bernhard Lichnowsky von Woszczyce kaufte 1625 die Güter Haatsch und Owschütz auf und errichtete daraus eine neue Grundherrschaft, die jedoch nur kurzlebig war. Als die Grafen Schlik 1632 die Herrschaft Schulgersdorf erwarben, gehörte Haatsch bereits wieder zu derselben. 1673 zerstörte ein Großbrand große Teile des Dorfes und die Mühle. Durch das Troppauer Jesuitenkolleg, das 1674 die Herrschaft Schulgersdorf erwarb, wurde die Gegend rekatholisiert. Im Karolinischen Kataster von 1722 sind für Haatsch 33 Bauernwirtschaften, neun Gärtnerstellen und zwei zweigängige Mühlen aufgeführt. 1731 erfolgte der Bau der Kirche St. Matthäus.
Nach dem Ersten Schlesischen Krieg fiel Hatsch 1742 wie fast ganz Schlesien an Preußen. Die Grundherrschaft blieb weiterhin im Besitz der Jesuiten, wurde jedoch unter die Verwaltung des nun ebenfalls in Preußen liegenden Neisser Jesuitenkollegs gestellt. 1743 wurde Hatsch dem neugebildeten Kreis Leobschütz zugeordnet. Nach der Aufhebung des Jesuitenordens 1773 fiel die Herrschaft Schillersdorf dem Religionsfonds zu und wurde von der königlich-preußischen Kammer verwaltet. Diese verkaufte die Herrschaft 1787 an Karl von Larisch, der sie noch im selben Jahr an Johann Friedrich von Eichendorff veräußerte. 1817 erfolgte in der Grundherrschaft Schillersdorf die Aufhebung der Leibeigenschaft. Im Zuge der Kreisreform vom 1. Januar 1818 wurde Haatsch dem Kreis Ratibor zugewiesen. Im Jahre 1835 erwarb Franz Hubert Stücker von Weyershoffen die Grundherrschaft; 1844 veräußerte er sie an Salomon Meyer von Rothschild.
1869 bestand Haatsch aus 237 Häusern und hatte 1352 Einwohner. Ab Mai 1874 gehörte die Landgemeinde Haatsch zum Amtsbezirk Schillersdorf. Im Jahre 1900 hatte Haatsch 1695 Einwohner, 1910 waren es bereits 1780. Zu Beginn des 20. Jahrhunderts wurde der Amtsbezirk Haatsch gebildet, der anfänglich aus der Landgemeinde Haatsch und dem Gutsbezirk Haatsch bestand. Aufgrund des Versailler Vertrages von 1919 wurde das Hultschiner Ländchen 1920 der Tschechoslowakei zugeschlagen. Offen blieb dabei die Zugehörigkeit der Landgemeinden und Gutsbezirke Haatsch, Sandau und Owschütz, die aufgrund ungenauer Grenzfestlegung vorläufig der Interalliierten Regierungs- und Plebiszitskommission für Oberschlesien unterstellt wurden, aber nicht an der Volksabstimmung in Oberschlesien teilnehmen durften. 1921 lebten in den 293 Häusern von Haatsch 1720 Personen.
Am 19. Dezember 1922 wurde vom Grenzausschuss der Abtausch der preußischen Landgemeinden und Gutsbezirke Haatsch und Sandau gegen die Kolonie Rakowiec der Landgemeinde Schillersdorf und das Vorwerk Lichtenhof des Gutsbezirks Rohow beschlossen und durch die Pariser Botschafterkonferenz am 23. Januar 1923 bestätigt. Die Übergabe von Haatsch (mit dem Vorwerk Karlshof) und Sandau an die Tschechoslowakei wurde am 16. März 1923 vollzogen. Die Gemeinde wurde danach dem Okres Hlučín zugeordnet. Für den kleinen Grenzverkehr wurden an den Straßen nach Tworkau und Ruderswald zwei Grenzübergänge eingerichtet. 1930 lebten in den 361 Häusern von Haatsch 1960 Personen. Nach dem Münchener Abkommen vom 29. September 1938 wurde Haatsch zusammen mit dem Hultschiner Ländchen vom Deutschen Reich besetzt. Die Gemeinde gehörte nunmehr zum Landkreis Hultschin, der 1939 dem Landkreis Ratibor in der preußischen Provinz Schlesien eingegliedert wurde. Der am 17. Januar 1939 wieder eingerichtete Amtsbezirk Haatsch bestand aus den Gemeinden Groß Darkowitz, Haatsch und Klein Darkowitz. Die vorgesehene Umbenennung von Haatsch in Siegfriedsdorf wurde nicht mehr vollzogen. Am 21. April 1945 wurde das Dorf von der Roten Armee besetzt. Nach dem Ende des Zweiten Weltkriegs kam Hať wieder an die Tschechoslowakei zurück. Die beiden Grenzübergänge – nunmehr nach Polen führend – wurden wiederhergestellt. Im Jahre 1950 bestand Hať aus 388 Häusern und hatte 2119 Einwohner. Der Bachlauf der Bečva wurde zwischen 1958 und 1973 reguliert; das Rückhaltebecken oberhalb des Dorfes entstand 1973. Im Zuge der Gebietsreform von 1960 wurde der Okres Hlučín aufgehoben und die Gemeinde dem Okres Opava zugeordnet. 1970 lebten in den 549 Häusern von Hať 2398 Personen. Im Jahre 1978 wurde Hať in die Stadt Hlučín eingemeindet. Nach der Samtenen Revolution löste sich Hať am 24. November 1990 von Hlučín los und bildete wieder eigene Gemeinde. 1991 lebten in den 669 Häusern von Hať 2474 Personen. Seit 1995 führt die Gemeinde ein Wappen und Banner. Beim Zensus von 2011 hatte Hať 2516 Einwohner und bestand aus 716 Wohnhäusern.

## Gemeindegliederung
Für die Gemeinde Hať sind keine Ortsteile ausgewiesen. Zu Hať gehört die Einschicht Karlovec (Karlshof). Grundsiedlungseinheiten sind Hať und Karlovec.

## Partnergemeinden
- Krzyżanowice, Polen, seit 1998[8]
- Píšť, Tschechien
- Šilheřovice, Tschechien

## Sehenswürdigkeiten
- Barocke Kirche St. Matthäus, der einschiffige Bau wurde 1731 geweiht. Im Jahre 1894 wurde das Kirchengebäude um 12 m vergrößert und mit neuen Altären und Statuen ausgestattet. Ab 2019 entstand an der Kirche ein Kreuzweg.
- Vier Kapellen
- Mehrere Wegkreuze
- Stauweiher Hať, westlich des Dorfes an der Bečva, errichtet 1973.

## Söhne und Töchter der Gemeinde
- Paul Billik (1891–1926), deutscher Fliegeroffizier